# أكدال
أڭدال، أو أكدال، (بالأمازيغية ⴰⴳⴷⴰⵍ)، هو نظام رعي تقليدي وقانون تراثي من العادات الأمازيغية التي تقنن وتنظم مجال الرعي بجبال الأطلس والمناطق الصحراوية، من أجل ضمان احترام فترات الراحة البيولوجية للمراعي. يقوم هذا النظام على أساس احترام خصوصية فصول السنة والتقلبات المناخية في ممارسة نشاط الرعي، وذلك عن طريق منع الرعي خلال الأشهر الأولى لفصل الربيع، من أجل ضمان استمرار التنوع البيولوجي. هو أيضا أسلوب للتدبير الجماعي للمراعي والموارد الطبيعية، يُمكن السكان من تقاسم موارد أراضيهم الجماعية حسب جودتها بشكل محكم. تتعدد الأوساط البيئية التي يشملها مفهوم أڭدال، مثل أڭدال الرعوي والغابوي والزراعي، ويمارس أڭدال وفق طقوس ورموز سوسيوثقافية معينة. يعتبر أڭدال من الأنظمة التقليدية الإيجابية التي تسعى الحكومة المغربية  للحفاظ عليها وتطويرها، نظرا لدورها المهم في تنظيم المجالات الرعوية والحفاظ على توازنها البيئي ومردوديتها، حيث أكدت منظمة الأمم المتحدة أن نظام أڭدال لديه تأثيرات إيجابية على التنوع البيولوجي، في حين أشار المجلس الاقتصادي والاجتماعي والبيئي بالمغرب في تقريره الخاص بالتنمية القروية بالمناطق الجبلية سنة 2017 على أهمية الحفاظ على موروث أڭدال باعتباره نظاما مستداما يضمن استادمة الرعي كنشاط اقتصادي أساسي للتنمية بالمناطق الجبلية، حيث يشكل مصدر دخل عدد كبير من السكان.

## أصل التسمية
تعتبر كلمة أڭدال (الجمع: إيكودلان) من الكلمات الأمازيغية الشائعة بالمغرب وشمال إفريقيا، وتعني المجال المحمي الذي يمنع فيه الرعي لمدة زمنية محددة يتم الاتفاق عليها من طرف ممثلي جماعات القبائل المعنية، ويسمى الشخص الذي يدير هذه العملية بالأمازيغية (أمغار نـ’توكا)، ومهمته هي الحرص على تفعيل التشريعات المحلية المتفق عليها بخصوص تنظيم المجال الرعوي وحماية المراعي. توجد في المغرب عدة قرى وأحياء سكنية تحمل اسم أڭدال بمناطق مختلفة، مثل حي أڭدال بالعاصمة المغربية الرباط.

## التدبير الجماعي للأراضي

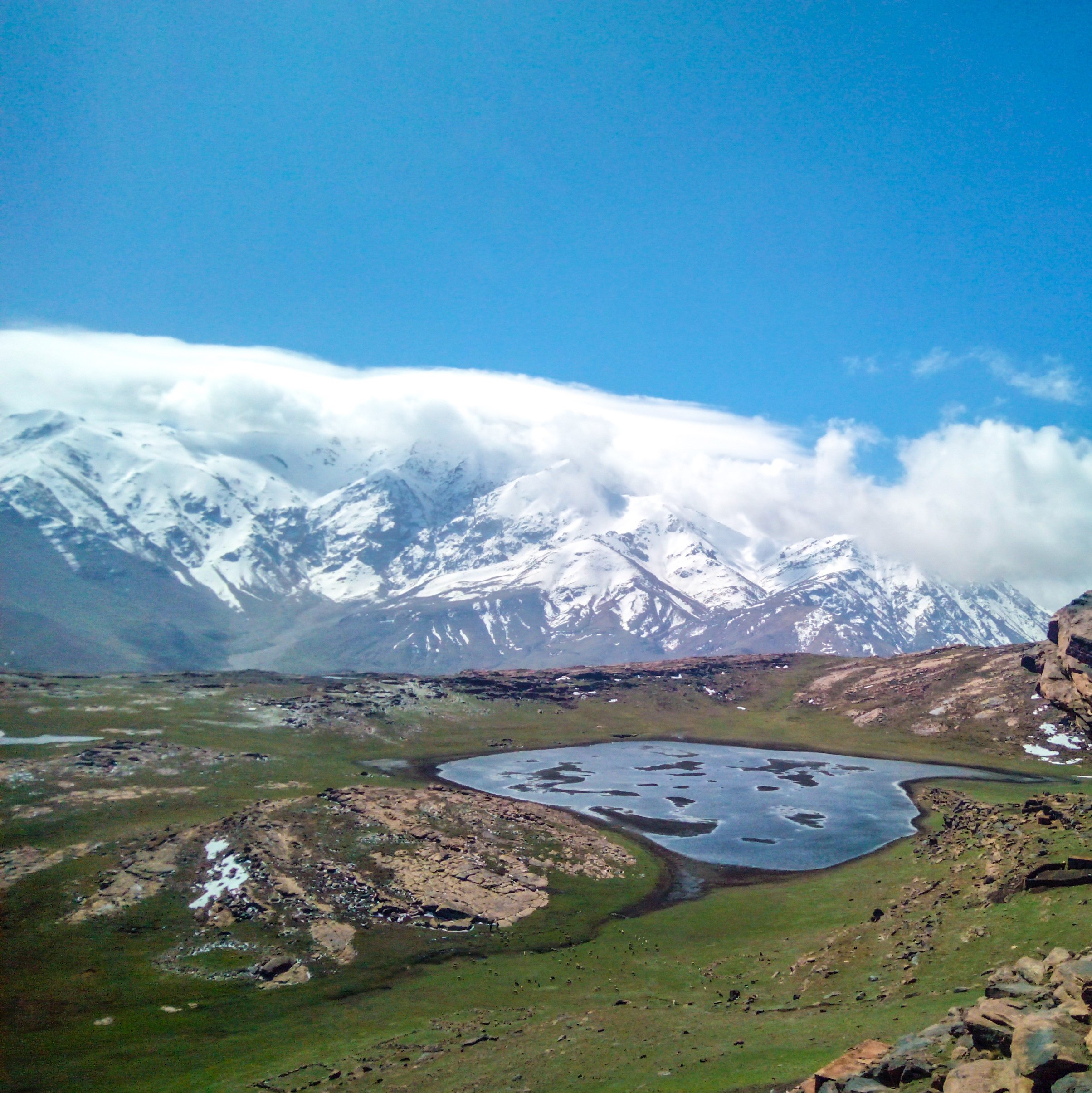
مجال الرعي أڭدال بهضبة ياغور بالأطلس الكبير المغربي

يُعتمد في التدبير الجماعي للموارد حسب تقليد أڭدال عدة معايير اجتماعية مثل النسب والدوار والفخذة والعرق، حيث يعتبر أڭدال نوعا من التدبير الإشتراكي، تقع فيه ملكية الموارد في يد الجْماعة، ويتولى المجلس العرفي للجْماعة تسييرها عن طريق منح الحقوق الجماعية المتمثلة في السماح بالرعي أو الحرمان منه. تُكلف الجْماعة شخصا بتنظيم قراراتها والحرص على تنظيمها، ويسمى هذ الشخص (بأمغار نـ’توكا) أو شيخ المراعي، وهو حارس يتحمل مسؤولية تنظيم الرعي والسهر على احترام القواعد العرفية للنظم الرعوية التقليدية، وتنتخبه المجموعات الرعوية في جبال الأطلس كل سنة من أجل الحرص على احترام فترة أڭدال التي يمنع فيها ولوج المراعي حفاظا على تنوعها الإحيائي وحمايتها من التدهور، كما يتحمل هذا الحارس مهمة تنظيم رحلات الانتعاج الموسمية، وحل النزاعات بين القبائل، وغيرهامن المهام. تطورت وظيفة أمغار نـ’توكا ببعض المناطق المغربية، حيث أصبح ممثلا لسلطة الضبط والتنسيق على مستوى الدوار، وبات يطلق عليه (النايب). تدوم فترة أڭدال لعدة أشهر حتى تنتعش وتُزهر النباتات، ليبدأ مع نهاية فصل الربيع اعلان بداية فترة الاستغلال، حيث تتجه قوافل الرعاة من مختلف الدواوير نحو منطقة أڭدال، وتنتظر أن يسمح لها بالاستغلال بعد أن تقوم الجْماعة بتحديد مجال معين للرعي لكل قبيلة.

## قيمة أڭدال البيئية

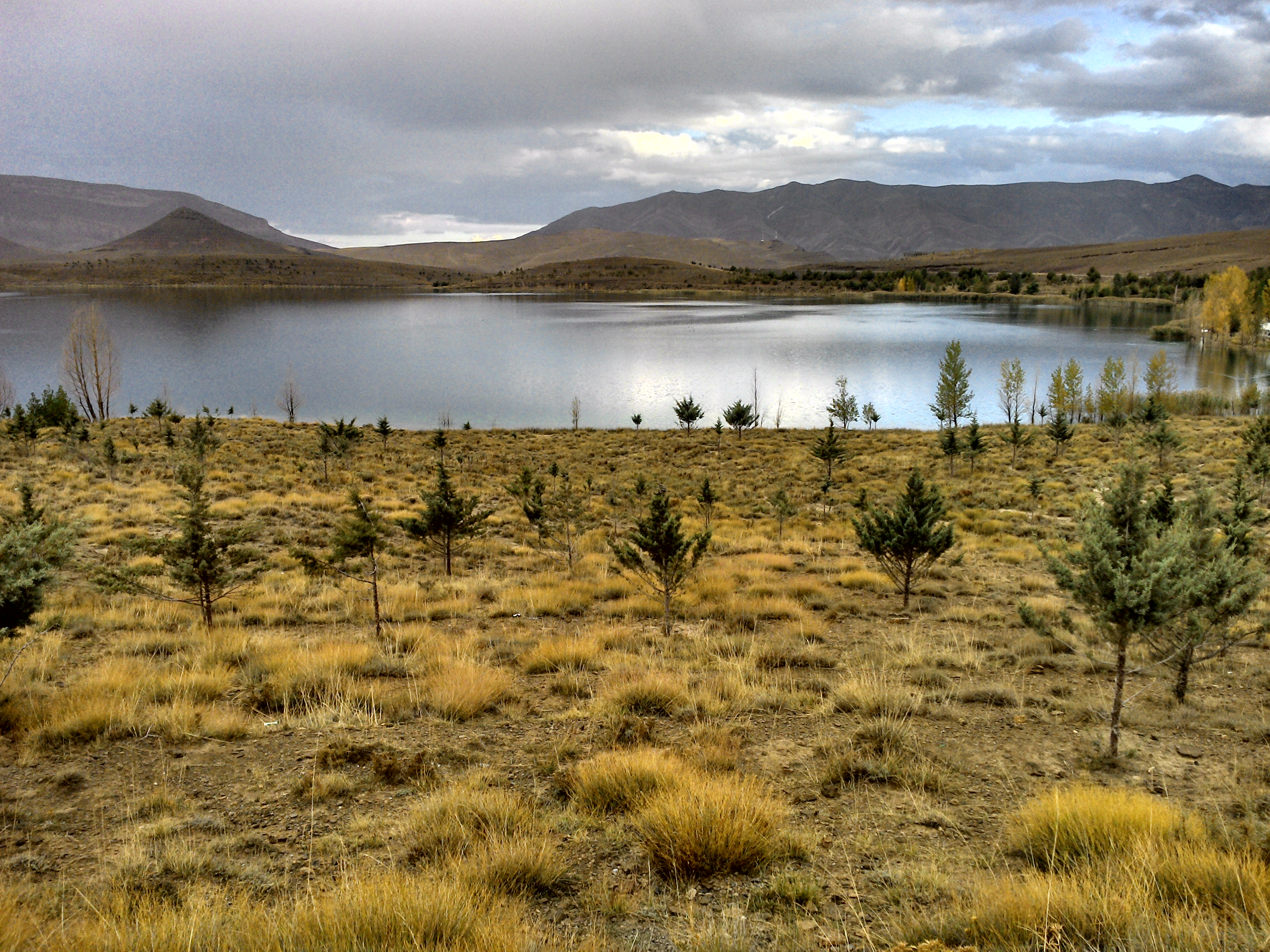
المجال الرعوي لبحيرة تيسليت بمنطقة ايميليشيل، الأطلس الكبيير

يتشابه نظام أڭدال مع ما أصبح يعرف بالراحة البيولوجية التي نصت عليها العديد من الاتفاقيات الدولية الهادفة إلى المحافظة على الأنواع النباتيةوتوفير مجال خصب للطيور من أجل بناء الأعشاش والتبييض، خاصة أن فترات الأڭدال عادة ما تتقاطع مع موسم تكاثر الطيور. كما يعتبر نظام أڭدال تقليدا أساسيا لمكافحة الرعي الجائر وظاهرة التصحر، وبالتالي يحد من استفحال اثار التغيرات المناخية، ويرسخ  لاستدامة موروث ثقافي مهم. يعد التنظيم الإيجابي للنشاط الرعوي والتحكم به عن طريق نظام أڭدال، عاملان أساسيان في تحديد جودة المراعي واصنافها النباتية، حيث يتم الربط بين القدرة الإنتاجية للمرعى، وحجم القطيع، والفترات التي يسمح له فيها بالرعي.

## أڭدال في الثقافة الأمازيغية
أڭدال هو مفهوم لديه دلالة سوسيوإيكولوجيو في الثقافة الأمازيغية، حيث يعتبر المرعى مجالا للتعبير عن الحب واقامة الزيجات خلال فصل الربيع تيمنا بخصوبته، كما تُعقد فيه اتفاقيات الصلح بين القبائل، ويعتبر مجالا لدفن الموتى وتشييد رموز القدسية. يتم تحديد المراعي الجيدة من خلال تواجد المياه بها على شكل عيون أو وديان أو بحيرات دائمة أو موسمية، حيث ارتبطت تسمية المراعي بالمياه، مثل مرعى (إيزلان) نسبة إلى بحيرة تيسليت وإسلي, ومرعى(إجيج) وتعني السد بمنطقة إملشيل, ومرعى (تونا تيوراغين) وتعني العيون الصفراء بجبل العياشي, ومرعى(تاردة) وتعني المغسل بالراشيدية, ومرعى (امان إليلا) وتعني ماء شجرة الدفلة بالأطلس الكبير الشرقي.

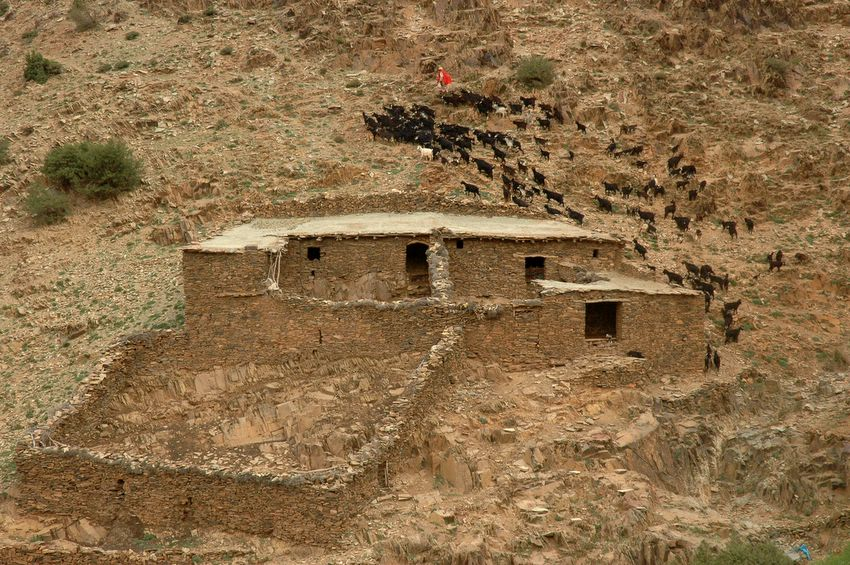
قطيع ماعز متجه نحو المرعى بمنطقة تانيرت بالأطلس الكبير

اعتاد الأمازيع على عادة تطهير المراعي بواسطة الدم أوالملح أو النار، لذلك نلمس آثار الحرائق في معظم المراعي النشيطة، حيث يعتبر التطهير بالنار طقسا يسبق استيطان الأراضي. ما يزال الرحل من الرعاة الأمازيغ يحافظون على هذا الطقس، خاصة بالأطلس الكبير الشرقي حيث نجد الكثير من التسميات تدل على الإحتراق، مثل جبل (أسامر ن تمغوست) بجماعة امزيزل وتعني المكان المشمس المحروق، وواد أسيف ملول وهو واد تعرضت ارجائه للحرق قبل استقرار قبيلة ايت حديدو، فتمت تسميته (أسيف بخوشن) أي الواد الأسود. ثم قرية (تديغوست) بوادي غريس، وتعني القرية المحروقة المطهرة.
عادة ما تعتبر القبائل الأمازيغية مراعي أڭدال مجالا مقدسا أو محرما بسبب لعنة الأولياء الصالحين، وهكذا ترتبط ممارسة أڭدال بمفاهيم رمزية مرتبطة بالأسطورة والتراث الشعبي، باعتبار أن السلوكات البيئية في إطار نظام أڭدال مرتبطة بشكل وثيق بالسلوكات العقائدية للسكان، فعادة ما يربط الأمازيغ نظام أڭدال بالجوانب القدسية في المجتمع، حيث يعتقدون أن الجانب القدسي قادر على حماية نظام أڭدال والأراضي الرعوية المرتبطة به، ويتم توفير هذه الحماية من خلال تشييد الأضرحة والمقابر وسط المراعي الجماعية أڭدال من أجل ضمان احترامها من طرف السكان، ولكي تعمل هذه الرموز على حماية القطيع، وبالتالي فالجانب القدسي يعتبر بمثابة نظام حراسة للمراعي، يضمن استمرارية نظام أڭدال.
في منطقة سوس، وطبقا لقانون "اكدوال" المنتشر بالمنطقة، يتم خلال شهر ماي من كل سنة نداء يعلنه البراحون العموميون، يطلبون فيه من الساكنة التوقف عن الرعي والجمع والالتقاط بالمناطق الخاصة بشجرة الأركان، وبعد أن تنتهي فترة أڭدال، يعلن البراح مرة أخرى فتح مجال "اكدوال" أمام ذوي الحقوق خلال شهر يوليوز بعد نضج الأركان. عموما، يعتبر النشاط الرعوي من بين أقدم الأنشطة الإقتصادية في جبال الأطلس من حيث الممارسة عبر التاريخ، حيث أدى تنقل القبائل من أجل البحث على المراعي إلى إحداث تحولات مورفولوجية على المستوى الاجتماعي للجماعات، ونمط عيشهم.

## أنواع أڭدال

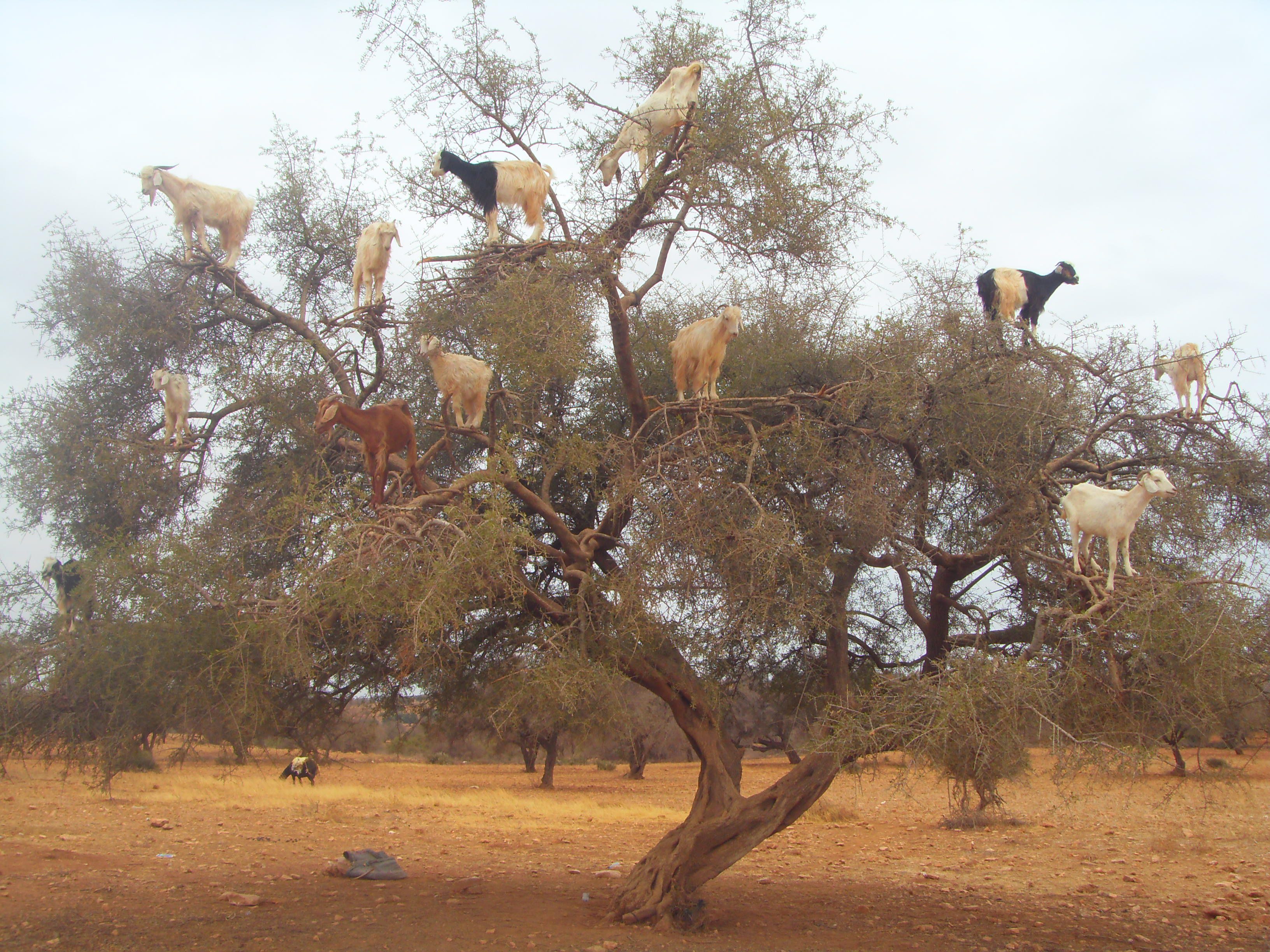
مجال نظام أڭدال بغابة الأرڭان بمنطقة سوس بالمغرب

تتعدد الأوساط البيئية التي يشملها مفهوم أڭدال، مثل أڭدال الرعوي والغابوي، والزراعي، لكن إلى جانب المفهوم الأساسي لأڭدال، نجد مفاهم ثانوية متفرعة عنه عند قبائل صنهاجة بالمغرب مثل:
- أڭدال ن یسمضل (المقبرة): هي أرض يتم حبسها لدفن الموتى، حيث یمنع الرعي فيها أو جني ثمارها.
- أڭدال الماء (تانوطفي): هو صهریج للمياه یوضع في طريق القوافل وأبناء السبيل في مكان تقل فیه میاه الشرب، ويمنع على الساكنة المجاورة استعمال هذه المياه الا للضرورة القصوى.
- أڭدال ن وانو (البئر): هو بئر یحبس قرب الطریق، ويسمح للجميع باستعماله.
- أڭدال ن تموسلت:عبارة عن قطعة أرضية تخصص لمعاش عائلة معینة، حيث تحبس على ذكور العائلة فقط.

## أڭدال في القانون
أصدر عامل عمالة إقليم تيزنيت وعامل عمالة تارودانت وعامل عمالة الصويرة بالمغرب عدة قرارات عاملية بمنع جني الأركان وجمعه والرعي بجميع أنواعه بالمناطق الغابوية للأڭدال خلال مراحل معينة من السنة، حرصا على احترام فترات الراحة البيلوجية لهذه المناطق، وضمانا لمردودية أكثر جودة. تعتبر قبائل منطقة سوس بالمغرب من المجالات التي يُعتمد فيها نظام التدبير أڭدال بشكل صارم، حيث تعتمد القبائل الأمازيغية بهذه المنطقة على أعراف قبلية لضبط استغلال غابات الأركان خلال الأسابيع التي تسبق موسم الجني حفاظا على جودة المحصول وعلى الموروث الإيكولوجي، لكن بعض قبائل الرحل من الجنوب المغربي، قامت مؤخرا بخرق نظام أڭدال، ما تسبب في مناوشات متكررة بين القبائل والرحل في منطقة سوس، أدت إلى ضرورة وضع قواعد قانونية لضبط نظام أڭدال، حيث تقوم القبائل بمناطق سوس بمقتضى نظام أڭدال بإغلاق المجال الغابوي في وجه الأنشطة الرعوي لتجنب اتلاف محصول ثمار الأركان، ولا تفتح الغابات في وجه الرعاة حتى يكتمل موسم جني التمار الذي يتم الإعلان عليه بواسط البراح، ومأذن المساجد.

## تحديات نظام الأڭدال
يعتبر نظام الأڭدال نظاما مهددا بالإندثار بالمغرب وباقي دول شمال إفريقيا، بسبب استقرار عدد كبير من الرعاة الرحل المغاربة واستغلالهم المكثف لمناطق معينة، وأيضا بسبب الهجرة الداخلية من القرى والمراعي نحو المدن بحثا عن ظروف عيش أفضل، واستقرار عدد من المعنيين بتسيير نظام أڭدال بالمدن والمراكز الحضرية، والإعتماد على نظام تربية الماشية بالتعليف بدل الرعي، إضافة إلى اَثار التغيرات المناخية وعلى رأسها الجفاف، وتحَول النشاط الرعوي من نشاط معاشي إلى استثمار اقتصادي.
من أجل الحفاظ على هذا الموروث الثقافي من الإندثار، يجب تثمين القواعد العرفية الخاصة بتنظيم المجال وتحسين إدارة المراعي، وتأطيرها قانونيا في اطار جمعيات وتعاونيات، والتقليل من عدد رؤوس الماشية مع ما يتكافى مع موارد المجال الرعوي، ودعم المتضررين من التغيرات المناخية، وتشجيع المبادرات الهادفة الى تعزيز نظام أڭدال.

## روابط خارجية
كتاب: AGDAL: Patrimoine socio-écologique de l'Atlas marocain